# Danh sách tên người Triều Tiên
Đây là danh sách tên người Triều Tiên xếp theo loại. Hầu hết tên người Triều Tiên bao gồm hai chữ Hán-Triều và có thể được viết bằng chữ hanja. Tuy vậy, cũng có những tên có hơn hai âm tiết, đa phần được kết hợp từ các yếu tố từ vựng thuần Triều Tiên, và cũng có một số ít tên với một âm tiết. Ban đầu, chính quyền Triều Tiên và Hàn Quốc không có quy định nào về độ dài của tên, tuy vậy, vào năm 1993, để phản hồi lại việc một số cha mẹ đặt tên con họ với độ dài quá mức như một cái tên 16 âm tiết Haneulbyeollimgureumhaennimbodasarangseureouri (하늘별님구름햇님보다사랑스러우리).,  một quy định mới từ phía Hàn Quốc trong đó cấm đăng ký tên có độ dài hơn năm âm tiết.
Dưới đây là danh sách minh họa, không phải toàn bộ, tên người Triều Tiên và hanja tương ứng.

## Tên gồm hai âm tiết thông dụng

### G hoặc k (ㄱ), n (ㄴ), d (ㄷ)
| Âm tiết thứ nhất → Âm tiết thứ hai ↓ | Kyung 경 景 (Cảnh); 敬 (Kính); 慶 (Khánh); 卿 (Khanh); 經 (Kinh) | Kwang 광 光 (Quang); 廣 (Quảng) | Kyu 규 圭/珪 (Khuê); 奎 (Khuê); 揆 (Quỹ) | Ki 기 起 (Khởi); 基 (Cơ); 紀 (Kỷ) | Nam 남 南 (Nam); 男 (Nam) | Da 다 多 (Đa); 茶 (Trà) | Dae 대 大 (Đại) | Do 도 道 (Đạo); 度 (Độ); 導 (Đạo) | Dong 동 東 (Đông); 童 (Đồng); 董 (Đổng) |
| ------------------------------------ | ---------------------------------------------------------------- | ------------------------------- | ---------------------------------------- | --------------------------------- | ------------------------- | ----------------------- | --------------- | --------------------------------- | --------------------------------------- |
| Kyung                                |                                                                  |                                 |                                          |                                   |                           |                         |                 |                                   |                                         |
| Geun                                 |                                                                  |                                 |                                          |                                   |                           |                         |                 |                                   | Dong-geun                               |
| Gi                                   |                                                                  |                                 |                                          |                                   | Nam-gi                    |                         |                 |                                   |                                         |
| Nam                                  |                                                                  |                                 |                                          | Ki-nam                            |                           |                         |                 |                                   |                                         |
| Mi                                   |                                                                  |                                 |                                          |                                   |                           |                         |                 |                                   |                                         |
| Min                                  | Kyung-min                                                        | Kwang-min                       |                                          |                                   |                           |                         |                 |                                   |                                         |
| Bin                                  |                                                                  |                                 |                                          |                                   |                           | Da-bin                  |                 |                                   |                                         |
| Seok                                 | Kyung-seok                                                       | Kwang-seok                      |                                          |                                   |                           |                         |                 |                                   | Dong-suk                                |
| Seon/Sun                             | Kyung-sun                                                        | Kwang-seon                      |                                          |                                   | Nam-seon                  |                         |                 |                                   |                                         |
| Seong                                |                                                                  |                                 |                                          |                                   |                           |                         | Dae-sung        |                                   |                                         |
| Soo                                  | Kyung-soo                                                        | Kwang-su                        |                                          |                                   |                           |                         |                 |                                   | Dong-soo                                |
| Sook                                 | Kyung-sook                                                       |                                 |                                          |                                   |                           |                         |                 |                                   |                                         |
| Sik                                  |                                                                  | Kwang-sik                       |                                          |                                   |                           |                         |                 |                                   |                                         |
| A                                    | Kyung-ah                                                         |                                 |                                          |                                   |                           |                         |                 |                                   |                                         |
| Yeon                                 |                                                                  |                                 |                                          |                                   |                           |                         |                 | Do-yeon                           |                                         |
| Young                                |                                                                  |                                 |                                          | Ki-young                          |                           |                         |                 |                                   |                                         |
| Ok                                   | Kyung-ok                                                         |                                 |                                          |                                   |                           |                         |                 |                                   |                                         |
| Yong                                 |                                                                  |                                 |                                          |                                   |                           |                         |                 |                                   |                                         |
| Woo                                  |                                                                  |                                 |                                          | Ki-woo                            |                           |                         |                 |                                   |                                         |
| Wook                                 |                                                                  |                                 |                                          |                                   |                           |                         |                 |                                   | Dong-wook                               |
| Woong                                |                                                                  |                                 |                                          | Ki-woong                          |                           |                         |                 |                                   |                                         |
| Yoon                                 |                                                                  |                                 |                                          |                                   |                           |                         |                 |                                   |                                         |
| Won                                  | Kyung-won                                                        |                                 | Kyu-won                                  |                                   |                           |                         | Dae-won         | Do-won                            | Dong-won                                |
| Il                                   |                                                                  |                                 |                                          |                                   | Nam-il                    |                         |                 |                                   | Dong-il                                 |
| Eun                                  |                                                                  |                                 |                                          |                                   |                           |                         |                 |                                   |                                         |
| Ja                                   | Kyung-ja                                                         |                                 |                                          |                                   |                           |                         |                 |                                   |                                         |
| Jae                                  | Kyung-jae                                                        |                                 |                                          |                                   |                           |                         |                 |                                   |                                         |
| Jung                                 |                                                                  |                                 |                                          | Ki-jung                           |                           |                         |                 |                                   |                                         |
| Joo                                  | Kyung-ju                                                         |                                 |                                          |                                   |                           |                         |                 |                                   | Dong-joo                                |
| Joon                                 | Kyung-joon                                                       |                                 |                                          |                                   | Nam-joon                  |                         |                 |                                   | Dong-jun                                |
| Ji                                   |                                                                  |                                 |                                          |                                   |                           |                         |                 |                                   |                                         |
| Jin                                  |                                                                  |                                 |                                          |                                   |                           |                         |                 |                                   |                                         |
| Chul                                 | Kyung-chul                                                       |                                 | Kyu-chul                                 |                                   |                           |                         |                 |                                   | Dong-chul                               |
| Tae                                  | Kyung-tae                                                        |                                 |                                          | Ki-tae                            |                           |                         |                 |                                   |                                         |
| Ha                                   |                                                                  |                                 |                                          | Ki-ha                             |                           |                         |                 |                                   | Dong-ha                                 |
| Hyuk                                 |                                                                  | Kwang-hyok                      |                                          |                                   |                           |                         |                 |                                   | Dong-hyuk                               |
| Hyun                                 |                                                                  | Kwang-hyun                      |                                          |                                   |                           |                         | Dae-hyun        | Do-hyun                           | Dong-hyun                               |
| Hye                                  |                                                                  |                                 |                                          |                                   |                           |                         |                 |                                   |                                         |
| Ho                                   | Kyung-ho                                                         | Kwang-ho                        |                                          |                                   |                           |                         |                 |                                   |                                         |
| Hwa                                  | Kyung-hwa                                                        |                                 |                                          |                                   |                           |                         |                 |                                   |                                         |
| Hwan                                 | Kyung-hwan                                                       | Kwang-hwan                      |                                          |                                   |                           |                         |                 |                                   |                                         |
| Hoon                                 |                                                                  | Kwang-hoon                      |                                          |                                   |                           |                         |                 | Do-hun                            | Dong-hoon                               |
| Hee                                  | Kyung-hee                                                        | Kwang-hee                       |                                          |                                   |                           | Da-hee                  |                 | Do-hee                            |                                         |

### M (ㅁ), b (ㅂ)
| Âm tiết thứ nhất → Âm tiết thứ hai ↓ | Man 만 萬 (Vạn); 晩 (Vãn) | Myung 명 明 (Minh); 命 (Mạng) | Mun/Moon 문 文 (Văn) | Mi 미 美 (Mỹ) | Min 민 敏 (Mẫn); 旻/旼 (Mân); 玟/珉 (Mân); 民 (Dân) | Bo 보 甫 (Phủ); 輔 (Phụ); 寶 (Bảo); 普 (Phổ) | Beom 범 凡 (Phàm); 範 (Phạm) | Byung 병 炳 (Bỉnh); 柄/秉 (Bính); 丙 (Bính) |
| ------------------------------------ | ------------------------- | ----------------------------- | -------------------- | ------------- | --------------------------------------------------- | -------------------------------------------- | ---------------------------- | ------------------------------------------- |
| Kyung                                |                           |                               |                      | Mi-kyung      | Min-kyung                                           | Bo-kyung                                     |                              |                                             |
| Geun                                 |                           |                               |                      |               |                                                     |                                              |                              |                                             |
| Gi                                   |                           |                               |                      |               | Min-ki                                              |                                              |                              |                                             |
| Nam                                  |                           |                               |                      |               |                                                     |                                              |                              |                                             |
| Mi                                   |                           |                               |                      |               |                                                     |                                              |                              |                                             |
| Min                                  |                           |                               |                      |               |                                                     |                                              |                              |                                             |
| Bin                                  |                           |                               |                      |               |                                                     |                                              |                              |                                             |
| Seok                                 | Man-seok                  |                               |                      |               | Min-seok                                            |                                              | Beom-seok                    |                                             |
| Seon/Sun                             |                           |                               |                      | Mi-sun        | Min-sun                                             |                                              |                              |                                             |
| Seong                                |                           |                               |                      |               |                                                     |                                              |                              |                                             |
| Soo                                  | Man-soo                   | Myung-soo                     | Moon-soo             |               | Min-soo                                             |                                              | Beom-soo                     |                                             |
| Sook                                 |                           | Myung-sook                    |                      | Mi-sook       |                                                     |                                              |                              |                                             |
| Sik                                  | Man-sik                   |                               | Moon-sik             |               |                                                     |                                              |                              |                                             |
| A                                    |                           |                               |                      |               | Mina                                                |                                              |                              |                                             |
| Yeon                                 |                           |                               |                      | Mi-yeon       |                                                     | Bo-yeon                                      |                              |                                             |
| Young                                |                           |                               |                      | Mi-young      | Min-young                                           | Bo-young                                     |                              |                                             |
| Ok                                   |                           | Myung-ok                      |                      |               |                                                     |                                              |                              |                                             |
| Yong                                 |                           | Myung-yong                    |                      |               |                                                     |                                              |                              |                                             |
| Woo                                  |                           |                               |                      |               | Min-woo                                             |                                              |                              | Byung-woo                                   |
| Wook                                 |                           |                               |                      |               |                                                     |                                              |                              | Byung-wook                                  |
| Woong                                |                           |                               |                      |               |                                                     |                                              |                              |                                             |
| Yoon                                 |                           |                               |                      |               |                                                     |                                              |                              |                                             |
| Won                                  |                           |                               |                      |               |                                                     |                                              |                              |                                             |
| Il                                   |                           |                               |                      |               |                                                     |                                              |                              |                                             |
| Eun                                  |                           |                               |                      |               |                                                     |                                              |                              |                                             |
| Ja                                   |                           |                               |                      | Mi-ja         |                                                     |                                              |                              |                                             |
| Jae                                  |                           |                               |                      |               | Min-jae                                             |                                              |                              |                                             |
| Jung                                 |                           |                               |                      | Mi-jung       | Min-jung                                            |                                              |                              |                                             |
| Joo                                  |                           |                               |                      |               | Min-ju                                              |                                              |                              |                                             |
| Joon                                 |                           |                               |                      |               | Min-jun                                             |                                              |                              | Byung-joon                                  |
| Ji                                   |                           |                               |                      |               | Min-ji                                              |                                              |                              |                                             |
| Jin                                  |                           |                               |                      |               |                                                     |                                              |                              |                                             |
| Chul                                 |                           |                               |                      |               | Min-chul                                            |                                              |                              | Byung-chul                                  |
| Tae                                  |                           |                               |                      |               |                                                     |                                              |                              |                                             |
| Ha                                   |                           |                               |                      |               |                                                     |                                              |                              |                                             |
| Hyuk                                 |                           |                               |                      |               | Min-hyuk                                            |                                              |                              |                                             |
| Hyun                                 |                           |                               |                      |               |                                                     |                                              |                              |                                             |
| Hye                                  |                           |                               |                      |               |                                                     |                                              |                              |                                             |
| Ho                                   |                           |                               |                      |               | Min-ho                                              |                                              |                              | Byung-ho                                    |
| Hwa                                  |                           | Myung-hwa                     |                      |               |                                                     |                                              |                              |                                             |
| Hwan                                 |                           | Myung-hwan                    |                      |               |                                                     |                                              |                              |                                             |
| Hoon                                 |                           | Myung-hoon                    |                      |               |                                                     |                                              |                              | Byung-hoon                                  |
| Hee                                  | Man-hee                   | Myung-hee                     |                      | Mi-hee        | Min-hee                                             |                                              |                              | Byung-hee                                   |

### S (ㅅ)
| Âm tiết thứ nhất → Âm tiết thứ hai ↓ | Sang 상 相 (Tương, Tướng); 尙 (Thượng); 祥 (Tường) | Seo 서 瑞 (Thụy); 書 (Thư); 舒 (Thư); 緖 (Tự) | Seok/Suk 석 錫 (Tích); 石 (Thạch); 奭 (Thích); 碩 (Thạc) | Seon/Sun 선 善 (Thiện); 宣 (Tuyên); 仙 (Tiên); 璿 (Tuyền) | Seong 성 成 (Thành); 聖 (Thánh); 誠 (Thành); 星 (Tinh); 聲 (Thanh); 盛 (Thịnh) | Se 세 世 (Thế) | So 소 昭 (Chiêu); 素 (Tố) | Soo 수 守 (Thủ); 秀 (Tú); 洙 (Thù/Thu); 修 (Tu) | Soon 순 順 (Thuận); 純 (Thuần); 淳 (Thuần) | Shi 시 始 (Thủy); 時 (Thời); 是 (Thị) | Shin 신 新 (Tân); 信 (Tín); 伸 (Thân) | Seung 승 承 (Thừa); 昇 (Thăng); 勝 (Thắng) |
| ------------------------------------ | -------------------------------------------------- | --------------------------------------------- | -------------------------------------------------------- | --------------------------------------------------------- | ------------------------------------------------------------------------------ | -------------- | ------------------------- | ----------------------------------------------- | ------------------------------------------ | ------------------------------------- | ------------------------------------- | ------------------------------------------ |
| Kyung                                |                                                    |                                               | Seok-kyung                                               |                                                           | Seong-gyeong                                                                   |                |                           | Soo-kyung                                       |                                            |                                       |                                       |                                            |
| Geun                                 |                                                    |                                               |                                                          |                                                           | Sung-keun                                                                      |                |                           | Soo-geun                                        |                                            |                                       |                                       |                                            |
| Gi                                   |                                                    |                                               |                                                          |                                                           | Sung-ki                                                                        |                |                           |                                                 |                                            |                                       |                                       | Seung-gi                                   |
| Nam                                  |                                                    |                                               |                                                          |                                                           | Sung-nam                                                                       |                |                           |                                                 |                                            |                                       |                                       |                                            |
| Mi                                   | Sang-mi                                            |                                               |                                                          | Sun-mi                                                    | Sung-mi                                                                        |                |                           | Su-mi                                           |                                            |                                       |                                       |                                            |
| Min                                  |                                                    |                                               |                                                          |                                                           | Sung-min                                                                       |                |                           | Soo-min                                         |                                            |                                       |                                       | Seung-min                                  |
| Bin                                  |                                                    |                                               |                                                          |                                                           |                                                                                | Se-bin         |                           | Su-bin                                          |                                            |                                       |                                       |                                            |
| Seok                                 |                                                    |                                               |                                                          |                                                           |                                                                                |                |                           |                                                 |                                            |                                       |                                       |                                            |
| Seon                                 |                                                    |                                               |                                                          |                                                           |                                                                                |                |                           |                                                 |                                            |                                       |                                       |                                            |
| Seong                                |                                                    |                                               |                                                          |                                                           |                                                                                |                |                           |                                                 |                                            |                                       |                                       |                                            |
| Soo                                  |                                                    |                                               |                                                          |                                                           | Sung-soo                                                                       |                |                           |                                                 |                                            |                                       |                                       | Seung-soo                                  |
| Sook                                 |                                                    |                                               |                                                          |                                                           | Sung-sook                                                                      |                |                           |                                                 |                                            |                                       |                                       |                                            |
| Sik                                  |                                                    |                                               |                                                          |                                                           |                                                                                |                |                           |                                                 |                                            |                                       |                                       |                                            |
| A                                    |                                                    |                                               |                                                          |                                                           |                                                                                |                |                           | Soo-ah                                          |                                            |                                       |                                       | Seung-ah                                   |
| Yeon                                 |                                                    | Seo-yeon                                      |                                                          |                                                           |                                                                                | Se-yeon        |                           | Soo-yeon                                        |                                            | Si-yeon                               |                                       | Seung-yeon                                 |
| Young                                |                                                    |                                               |                                                          | Sun-young                                                 |                                                                                | Se-young       | So-young                  | Soo-young                                       |                                            |                                       | Shin-young                            |                                            |
| Ok                                   |                                                    |                                               |                                                          | Seon-ok                                                   |                                                                                |                |                           |                                                 | Sun-ok                                     |                                       |                                       |                                            |
| Yong                                 |                                                    |                                               |                                                          |                                                           | Sung-yong                                                                      |                |                           |                                                 |                                            |                                       |                                       | Seung-yong                                 |
| Woo                                  | Sang-woo                                           |                                               |                                                          | Sun-woo                                                   | Sung-woo                                                                       |                |                           |                                                 |                                            | Shi-woo                               |                                       | Seung-woo                                  |
| Wook                                 | Sang-wook                                          |                                               |                                                          |                                                           |                                                                                |                |                           |                                                 |                                            |                                       |                                       |                                            |
| Woong                                |                                                    |                                               |                                                          |                                                           |                                                                                |                |                           |                                                 |                                            |                                       |                                       |                                            |
| Yoon                                 |                                                    | Seo-yun                                       |                                                          |                                                           |                                                                                | Se-yoon        |                           |                                                 |                                            |                                       |                                       | Seung-yoon                                 |
| Won                                  | Sang-won                                           |                                               | Suk-won                                                  |                                                           | Sung-won                                                                       |                | So-won                    |                                                 |                                            | Si-won                                |                                       | Seung-won                                  |
| Il                                   |                                                    |                                               |                                                          |                                                           | Sung-il                                                                        |                |                           |                                                 |                                            |                                       |                                       |                                            |
| Eun                                  | Sang-eun                                           |                                               |                                                          |                                                           |                                                                                |                |                           |                                                 |                                            |                                       |                                       | Seung-eun                                  |
| Ja                                   |                                                    |                                               |                                                          |                                                           | Seong-ja                                                                       |                |                           |                                                 | Soon-ja                                    |                                       |                                       |                                            |
| Jae                                  |                                                    |                                               |                                                          |                                                           | Sung-jae                                                                       |                |                           |                                                 |                                            |                                       |                                       | Seung-jae                                  |
| Jung                                 |                                                    |                                               |                                                          |                                                           |                                                                                |                |                           | Soo-jung                                        |                                            |                                       |                                       |                                            |
| Joo                                  |                                                    |                                               | Seok-ju                                                  |                                                           |                                                                                |                |                           |                                                 |                                            |                                       |                                       |                                            |
| Joon                                 | Sang-jun                                           | Seo-jun                                       |                                                          |                                                           |                                                                                |                |                           |                                                 |                                            |                                       |                                       | Seung-jun                                  |
| Ji                                   |                                                    |                                               |                                                          |                                                           |                                                                                |                |                           | Su-ji                                           |                                            |                                       |                                       |                                            |
| Jin                                  |                                                    |                                               |                                                          |                                                           | Sung-jin                                                                       |                |                           | Soo-jin                                         |                                            |                                       |                                       |                                            |
| Chul                                 | Sang-chul                                          |                                               |                                                          |                                                           | Sung-chul                                                                      |                |                           |                                                 |                                            |                                       |                                       | Seung-chul                                 |
| Tae                                  |                                                    |                                               |                                                          |                                                           |                                                                                |                |                           |                                                 |                                            |                                       |                                       |                                            |
| Ha                                   |                                                    |                                               |                                                          |                                                           | Sung-ha                                                                        |                |                           |                                                 |                                            |                                       |                                       |                                            |
| Hyuk                                 |                                                    |                                               |                                                          |                                                           |                                                                                |                |                           |                                                 |                                            |                                       |                                       |                                            |
| Hyun                                 | Sang-hyun                                          | Seo-hyeon                                     |                                                          |                                                           | Sung-hyun                                                                      |                | So-hyun                   | Soo-hyun                                        |                                            |                                       |                                       | Seung-hyun                                 |
| Hye                                  |                                                    |                                               |                                                          |                                                           |                                                                                |                |                           |                                                 |                                            |                                       | Shin-hye                              |                                            |
| Ho                                   |                                                    |                                               | Seok-ho                                                  |                                                           | Sung-ho                                                                        |                |                           |                                                 |                                            |                                       |                                       | Seung-ho                                   |
| Hwa                                  |                                                    |                                               |                                                          | Sun-hwa                                                   |                                                                                |                |                           |                                                 |                                            |                                       |                                       | Seung-hwa                                  |
| Hwan                                 |                                                    |                                               |                                                          |                                                           |                                                                                |                |                           |                                                 |                                            |                                       |                                       | Seung-hwan                                 |
| Hoon                                 | Sang-hoon                                          |                                               |                                                          |                                                           | Seong-hoon                                                                     | Se-hun         |                           |                                                 |                                            |                                       |                                       | Seung-hoon                                 |
| Hee                                  |                                                    |                                               |                                                          | Sun-hee                                                   | Sung-hee                                                                       |                |                           | Soo-hee                                         | Soon-hee                                   |                                       |                                       | Seung-hee                                  |

### Nguyên âm và bán nguyên âm (ㅇ)
| Âm tiết thứ nhất → Âm tiết thứ hai ↓ | Yeon 연 演 (Diễn); 然 (Nhiên); 淵 (Uyên); 延 (Diên); 沿 (Duyên) | Young 영 永 (Vĩnh); 英 (Anh); 榮 (Vinh); 泳 (Vịnh) | Ye 예 睿/叡 (Duệ); 藝 (Nghệ) | Yong 용 容 (Dung/Dong); 鎔 (Dung/Dong); 庸 (Dong); 鏞 (Dong/Dung); 龍 (Long) | Woo 우 宇 (Vũ); 佑/祐 (Hữu/Hựu); 愚 (Ngu) | Won 원 元 (Nguyên); 原 (Nguyên); 源 (Nguyên); 遠 (Viễn) | Yoo 유 有 (Hữu); 裕 (Dụ); 維 (Duy) | Yoon 윤 允 (Duẫn); 潤 (Nhuận); 倫 (Luân); 胤 (Dận) | In 인 仁 (Nhân); 寅 (Dần) | Eun 은 恩 (Ân); 殷 (Ân); 銀 (Ngân) |
| ------------------------------------ | --------------------------------------------------------------- | -------------------------------------------------- | ---------------------------- | ---------------------------------------------------------------------------- | ----------------------------------------- | ------------------------------------------------------- | ---------------------------------- | -------------------------------------------------- | ------------------------- | ---------------------------------- |
| Kyung                                |                                                                 |                                                    |                              |                                                                              |                                           |                                                         | Yoo-kyung                          |                                                    |                           | Eun-kyung                          |
| Geun                                 |                                                                 | Young-geun                                         |                              |                                                                              |                                           |                                                         |                                    |                                                    |                           |                                    |
| Gi                                   |                                                                 | Young-gi                                           |                              | Yong-gi                                                                      |                                           |                                                         |                                    | Yoon-gi                                            |                           |                                    |
| Nam                                  |                                                                 | Young-nam                                          |                              | Yong-nam                                                                     |                                           |                                                         |                                    |                                                    |                           |                                    |
| Mi                                   |                                                                 | Young-mi                                           |                              |                                                                              |                                           |                                                         | Yumi                               |                                                    |                           | Eun-mi                             |
| Min                                  |                                                                 | Young-min                                          |                              |                                                                              |                                           |                                                         |                                    |                                                    |                           |                                    |
| Bin                                  |                                                                 |                                                    |                              |                                                                              |                                           |                                                         | Yu-bin                             |                                                    |                           |                                    |
| Seok                                 | Yeon-seok                                                       |                                                    |                              |                                                                              |                                           |                                                         |                                    |                                                    |                           |                                    |
| Seon/Sun                             |                                                                 |                                                    |                              |                                                                              |                                           |                                                         |                                    |                                                    |                           |                                    |
| Seong                                |                                                                 |                                                    |                              |                                                                              | Woo-sung                                  |                                                         |                                    | Yoon-sung                                          |                           | Eun-sung                           |
| Soo                                  |                                                                 | Young-su                                           |                              |                                                                              |                                           |                                                         |                                    |                                                    | In-soo                    | Eun-soo                            |
| Sook                                 |                                                                 | Young-sook                                         |                              |                                                                              |                                           |                                                         |                                    | Yoon-sook                                          | In-sook                   | Eun-sook                           |
| Sik                                  |                                                                 | Young-sik                                          |                              |                                                                              |                                           | Won-sik                                                 |                                    |                                                    | In-sik                    |                                    |
| A                                    |                                                                 |                                                    |                              |                                                                              |                                           |                                                         |                                    |                                                    |                           | Eun-ah                             |
| Yeon                                 |                                                                 |                                                    |                              |                                                                              |                                           |                                                         |                                    |                                                    |                           |                                    |
| Young                                |                                                                 |                                                    |                              |                                                                              |                                           |                                                         |                                    |                                                    | In-young                  | Eun-young                          |
| Ok                                   |                                                                 | Yeong-ok                                           |                              |                                                                              |                                           |                                                         |                                    |                                                    |                           |                                    |
| Yong                                 |                                                                 |                                                    |                              |                                                                              |                                           | Won-yong                                                |                                    |                                                    |                           |                                    |
| Woo                                  | Yeon-woo                                                        |                                                    |                              |                                                                              |                                           |                                                         |                                    |                                                    |                           |                                    |
| Wook                                 |                                                                 | Young-wook                                         |                              |                                                                              |                                           |                                                         |                                    |                                                    |                           |                                    |
| Woong                                |                                                                 |                                                    |                              |                                                                              |                                           |                                                         |                                    |                                                    |                           |                                    |
| Yoon                                 |                                                                 |                                                    |                              |                                                                              |                                           |                                                         |                                    |                                                    |                           |                                    |
| Won                                  |                                                                 |                                                    | Ye-won                       |                                                                              |                                           |                                                         |                                    |                                                    |                           |                                    |
| Il                                   |                                                                 |                                                    |                              |                                                                              |                                           | Won-il                                                  |                                    |                                                    |                           |                                    |
| Eun                                  |                                                                 |                                                    | Ye-eun                       |                                                                              |                                           |                                                         |                                    |                                                    |                           |                                    |
| Ja                                   |                                                                 | Young-ja                                           |                              |                                                                              |                                           |                                                         |                                    |                                                    |                           |                                    |
| Jae                                  |                                                                 | Young-jae                                          |                              |                                                                              |                                           | Won-jae                                                 |                                    |                                                    |                           | Eun-jae                            |
| Jung                                 |                                                                 |                                                    |                              |                                                                              |                                           |                                                         | Yoo-jung                           | Yoon-jung                                          |                           | Eun-jung                           |
| Joo                                  |                                                                 | Young-joo                                          |                              |                                                                              |                                           |                                                         |                                    |                                                    |                           | Eun-ju                             |
| Joon                                 |                                                                 | Young-jun                                          | Ye-jun                       | Yong-joon                                                                    |                                           |                                                         |                                    |                                                    |                           |                                    |
| Ji                                   |                                                                 |                                                    | Ye-ji                        |                                                                              |                                           |                                                         |                                    |                                                    |                           | Eun-ji                             |
| Jin                                  |                                                                 | Young-jin                                          | Ye-jin                       |                                                                              | Woo-jin                                   |                                                         | Yu-jin                             |                                                    |                           | Eun-jin                            |
| Chul                                 |                                                                 | Young-chul                                         |                              |                                                                              |                                           | Won-chul                                                |                                    |                                                    |                           |                                    |
| Tae                                  |                                                                 | Young-tae                                          |                              |                                                                              |                                           |                                                         |                                    |                                                    |                           |                                    |
| Ha                                   |                                                                 | Young-ha                                           |                              |                                                                              |                                           |                                                         |                                    |                                                    |                           | Eun-ha                             |
| Hyuk                                 |                                                                 |                                                    |                              |                                                                              |                                           |                                                         |                                    |                                                    |                           |                                    |
| Hyun                                 |                                                                 |                                                    |                              |                                                                              |                                           |                                                         |                                    |                                                    |                           |                                    |
| Hye                                  |                                                                 |                                                    |                              |                                                                              |                                           |                                                         |                                    |                                                    | In-hye                    | Eun-hye                            |
| Ho                                   |                                                                 | Young-ho                                           |                              | Yong-ho                                                                      |                                           | Won-ho                                                  |                                    |                                                    |                           |                                    |
| Hwa                                  |                                                                 |                                                    |                              | Yong-hwa                                                                     |                                           |                                                         |                                    |                                                    |                           |                                    |
| Hwan                                 |                                                                 | Young-hwan                                         |                              |                                                                              |                                           |                                                         |                                    |                                                    |                           |                                    |
| Hoon                                 |                                                                 | Young-hoon                                         |                              |                                                                              |                                           |                                                         |                                    |                                                    |                           |                                    |
| Hee                                  | Yeon-hee                                                        | Young-hee                                          |                              |                                                                              |                                           |                                                         |                                    | Yoon-hee                                           |                           | Eun-hee                            |

### J (ㅈ) và ch (ㅊ)
| Âm tiết thứ nhất → Âm tiết thứ hai ↓ | Jae 재 在(Tại); 載 (Tại/Tái/Tải); 宰 (Tề) | Jung 정 正 (Chính); 政 (Chính); 廷 (Đình); 淨 (Tịnh) | Jong 종 宗 (Tôn); 鍾 (Chung); 鐘 (Chung) | Joo 주 周 (Chu); 珠 (Châu); 柱 (Trụ) | Joon 준 俊 (Tuấn); 準 (Chuẩn); 濬/浚 (Tuấn) | Ji 지 志 (Chí); 知 (Tri); 智 (Trí) | Jin 진 眞 (Chân); 珍 (Trân); 晋 (Tấn); 鎭 (Trấn); 陳 (Trần); 振 (Chấn); 禛 (Chân) | Chang 창 昌 (Xương); 彰 (Chương); 昶 (Sưởng/Sướng) | Chae 채 彩 (Thải/Thái/Thể) | Chul 철 哲/喆 (Triết) | Chun 춘 春 (Xuân) |
| ------------------------------------ | ----------------------------------------- | ---------------------------------------------------- | ---------------------------------------- | ------------------------------------ | ------------------------------------------- | ---------------------------------- | --------------------------------------------------------------------------------- | -------------------------------------------------- | -------------------------- | --------------------- | ----------------- |
| Kyung                                | Jae-kyung                                 |                                                      |                                          |                                      |                                             |                                    |                                                                                   |                                                    |                            |                       |                   |
| Geun                                 | Jae-geun                                  |                                                      |                                          |                                      |                                             |                                    |                                                                                   |                                                    |                            |                       |                   |
| Gi                                   |                                           |                                                      |                                          |                                      | Joon-ki                                     |                                    |                                                                                   |                                                    |                            |                       |                   |
| Nam                                  |                                           | Jung-nam                                             |                                          |                                      |                                             |                                    |                                                                                   |                                                    |                            |                       |                   |
| Mi                                   |                                           |                                                      |                                          |                                      |                                             |                                    |                                                                                   |                                                    |                            |                       |                   |
| Min                                  |                                           | Jung-min                                             |                                          |                                      |                                             | Ji-min                             |                                                                                   | Chang-min                                          |                            | Cheol-min             |                   |
| Bin                                  |                                           |                                                      |                                          |                                      |                                             |                                    |                                                                                   |                                                    |                            |                       |                   |
| Seok                                 | Jae-suk                                   |                                                      | Jong-seok                                |                                      | Jun-seok                                    | Ji-seok                            |                                                                                   |                                                    |                            |                       |                   |
| Seon/Sun                             |                                           |                                                      |                                          |                                      |                                             |                                    | Jin-sun                                                                           |                                                    |                            |                       |                   |
| Seong                                | Jae-sung                                  |                                                      |                                          |                                      |                                             |                                    | Jin-sung                                                                          |                                                    |                            |                       |                   |
| Soo                                  |                                           | Jung-soo                                             | Jong-soo                                 |                                      | Jun-su                                      | Ji-su                              | Jin-soo                                                                           |                                                    |                            | Chul-soo              |                   |
| Sook                                 |                                           | Jung-sook                                            |                                          |                                      |                                             |                                    |                                                                                   |                                                    |                            |                       |                   |
| Sik                                  |                                           | Jung-sik                                             |                                          |                                      |                                             |                                    |                                                                                   |                                                    |                            |                       |                   |
| A                                    |                                           | Jung-ah                                              |                                          |                                      |                                             |                                    | Jina                                                                              |                                                    |                            |                       |                   |
| Yeon                                 |                                           |                                                      |                                          |                                      |                                             | Ji-yeon                            |                                                                                   |                                                    |                            |                       |                   |
| Young                                |                                           |                                                      |                                          |                                      | Jun-young                                   | Ji-young                           | Jin-young                                                                         |                                                    | Chae-young                 |                       |                   |
| Ok                                   |                                           |                                                      | Jong-ok                                  |                                      |                                             |                                    |                                                                                   |                                                    |                            |                       |                   |
| Yong                                 | Jae-yong                                  |                                                      |                                          |                                      |                                             |                                    |                                                                                   |                                                    |                            |                       |                   |
| Woo                                  | Jae-woo                                   | Jung-woo                                             |                                          |                                      |                                             | Ji-woo                             | Jin-woo                                                                           | Chang-woo                                          |                            | Chul-woo              |                   |
| Wook                                 | Jae-wook                                  |                                                      |                                          |                                      |                                             |                                    | Jin-wook                                                                          |                                                    |                            |                       |                   |
| Woong                                | Jae-woong                                 |                                                      |                                          |                                      |                                             | Ji-woong                           |                                                                                   |                                                    |                            |                       |                   |
| Yoon                                 | Jae-yoon                                  |                                                      |                                          |                                      |                                             | Ji-yoon                            |                                                                                   |                                                    |                            |                       |                   |
| Won                                  | Jae-won                                   | Jung-won                                             |                                          | Joo-won                              |                                             | Ji-won                             |                                                                                   |                                                    | Chae-won                   |                       |                   |
| Il                                   |                                           | Jung-il                                              | Jong-il                                  |                                      |                                             |                                    |                                                                                   |                                                    |                            |                       |                   |
| Eun                                  |                                           | Jung-eun                                             |                                          |                                      |                                             | Ji-eun                             |                                                                                   |                                                    |                            |                       |                   |
| Ja                                   |                                           | Jeong-ja                                             |                                          |                                      |                                             |                                    |                                                                                   |                                                    |                            |                       | Chun-ja           |
| Jae                                  |                                           |                                                      |                                          |                                      |                                             |                                    |                                                                                   |                                                    |                            |                       |                   |
| Jung                                 |                                           |                                                      |                                          |                                      |                                             |                                    |                                                                                   |                                                    |                            |                       |                   |
| Joo                                  |                                           |                                                      |                                          |                                      |                                             |                                    | Jin-joo                                                                           |                                                    |                            |                       |                   |
| Joon                                 | Jae-joon                                  |                                                      |                                          |                                      |                                             |                                    |                                                                                   |                                                    |                            |                       |                   |
| Ji                                   |                                           |                                                      |                                          |                                      |                                             |                                    |                                                                                   |                                                    |                            |                       |                   |
| Jin                                  | Jae-jin                                   | Jung-jin                                             |                                          |                                      |                                             |                                    |                                                                                   |                                                    |                            |                       |                   |
| Chul                                 |                                           |                                                      |                                          |                                      |                                             |                                    |                                                                                   |                                                    |                            |                       |                   |
| Tae                                  |                                           |                                                      |                                          |                                      | Joon-tae                                    | Ji-tae                             |                                                                                   |                                                    |                            |                       |                   |
| Ha                                   |                                           |                                                      |                                          |                                      | Jun-ha                                      | Ji-ha                              |                                                                                   |                                                    |                            |                       |                   |
| Hyuk                                 | Jae-hyuk                                  |                                                      | Jong-hyuk                                |                                      | Joon-hyuk                                   |                                    | Jin-hyuk                                                                          |                                                    |                            |                       |                   |
| Hyun                                 | Jae-hyun                                  | Jung-hyun                                            | Jong-hyun                                | Joo-hyun                             |                                             | Ji-hyun                            |                                                                                   |                                                    |                            |                       |                   |
| Hye                                  |                                           |                                                      |                                          |                                      |                                             | Ji-hye                             |                                                                                   |                                                    |                            |                       |                   |
| Ho                                   | Jae-ho                                    | Jung-ho                                              |                                          |                                      | Joon-ho                                     | Ji-ho                              | Jin-ho                                                                            |                                                    |                            |                       |                   |
| Hwa                                  |                                           | Jung-hwa                                             |                                          |                                      |                                             |                                    |                                                                                   |                                                    |                            |                       | Chun-hwa          |
| Hwan                                 |                                           | Jung-hwan                                            |                                          | Joo-hwan                             |                                             | Ji-hwan                            | Jin-hwan                                                                          |                                                    |                            |                       |                   |
| Hoon                                 |                                           | Jung-hoon                                            | Jong-hoon                                |                                      |                                             | Ji-hoon                            |                                                                                   | Chang-hoon                                         |                            |                       |                   |
| Hee                                  | Jae-hee                                   | Jung-hee                                             |                                          |                                      | Joon-hee                                    |                                    | Jin-hee                                                                           |                                                    |                            |                       | Chun-hee          |

### T (ㅌ) và h (ㅎ)
| Âm tiết thứ nhất → Âm tiết thứ hai ↓ | Tae 태 泰 (Thái); 太 (Thái); 台 (Đài) | Ha 하 河 (Hà); 夏 (Hạ); 荷 (Hà/Hạ) | Han 한 漢 (Hán); 翰 (Hàn); 瀚 (Hãn) | Hae 해 海 (Hải); 解 (Giải) | Ho 호 鎬 (Cảo/Hạo); 浩 (Hạo); 虎 (Hổ); 昊 (Hạo) | Hong 홍 鴻 (Hồng); 洪 (Hồng); 弘 (Hoằng) | Hyo 효 孝 (Hiếu); 效 (Hiệu); 曉 (Hiểu) | Hyun 현 鉉 (Huyền); 賢 (Hiền); 顯 (Hiển); 炫 (Huyễn) | Hyung 형 炯 (Huỳnh); 衡 (Hành/Hoành); 亨 (Hanh, Hưởng) | Hye 혜 惠 (Huệ); 慧 (Huệ) | Hee 희 熙 (Hy); 喜 (Hỉ); 希 (Hy) |
| ------------------------------------ | ------------------------------------- | ---------------------------------- | ----------------------------------- | -------------------------- | ----------------------------------------------- | ---------------------------------------- | -------------------------------------- | ---------------------------------------------------- | ------------------------------------------------------ | ------------------------- | -------------------------------- |
| Kyung                                |                                       |                                    |                                     |                            |                                                 |                                          |                                        | Hyun-kyung                                           |                                                        | Hye-kyung                 | Hee-kyung                        |
| Geun                                 |                                       |                                    |                                     |                            |                                                 |                                          |                                        |                                                      |                                                        |                           |                                  |
| Gi                                   |                                       |                                    |                                     |                            |                                                 | Hong-gi                                  |                                        |                                                      |                                                        |                           |                                  |
| Nam                                  |                                       |                                    |                                     |                            |                                                 |                                          |                                        |                                                      |                                                        |                           |                                  |
| Mi                                   |                                       |                                    |                                     |                            |                                                 |                                          |                                        | Hyun-mi                                              |                                                        | Hye-mi                    |                                  |
| Min                                  |                                       |                                    |                                     |                            |                                                 |                                          |                                        |                                                      | Hyung-min                                              |                           |                                  |
| Bin                                  |                                       |                                    | Han-bin                             |                            |                                                 |                                          |                                        |                                                      |                                                        | Hye-bin                   |                                  |
| Seok                                 | Tae-suk                               |                                    |                                     |                            |                                                 |                                          |                                        | Hyun-seok                                            |                                                        |                           |                                  |
| Seon/Sun                             |                                       | Ha-sun                             |                                     |                            |                                                 |                                          |                                        |                                                      |                                                        |                           | Hee-sun                          |
| Seong                                | Tae-sung                              | Hae-seong                          |                                     |                            | Ho-sung                                         |                                          |                                        |                                                      |                                                        | Hye-sung                  | Hee-sung                         |
| Soo                                  | Tae-soo                               |                                    |                                     |                            |                                                 |                                          |                                        | Hyun-soo                                             |                                                        | Hye-su                    |                                  |
| Sook                                 |                                       |                                    |                                     |                            |                                                 |                                          |                                        | Hyun-sook                                            |                                                        |                           |                                  |
| Sik                                  |                                       |                                    |                                     |                            |                                                 |                                          |                                        | Hyun-sik                                             |                                                        |                           |                                  |
| A                                    |                                       |                                    |                                     |                            |                                                 |                                          |                                        | Hyun-a                                               |                                                        |                           |                                  |
| Yeon                                 | Tae-yeon                              |                                    |                                     |                            |                                                 |                                          |                                        |                                                      |                                                        |                           |                                  |
| Young                                | Tae-young                             |                                    |                                     |                            |                                                 |                                          |                                        |                                                      |                                                        | Hye-young                 |                                  |
| Ok                                   |                                       |                                    |                                     |                            |                                                 |                                          |                                        |                                                      |                                                        |                           |                                  |
| Yong                                 | Tae-yong                              |                                    |                                     |                            |                                                 |                                          |                                        |                                                      |                                                        |                           |                                  |
| Woo                                  | Tae-woo                               |                                    |                                     |                            |                                                 |                                          |                                        | Hyun-woo                                             |                                                        |                           |                                  |
| Wook                                 | Tae-wook                              |                                    |                                     |                            |                                                 |                                          |                                        | Hyun-wook                                            |                                                        |                           |                                  |
| Woong                                | Tae-woong                             |                                    |                                     |                            |                                                 |                                          |                                        |                                                      |                                                        |                           |                                  |
| Yoon                                 |                                       | Ha-yoon                            |                                     |                            |                                                 |                                          |                                        |                                                      |                                                        |                           |                                  |
| Won                                  | Tae-won                               |                                    |                                     | Hae-won                    |                                                 |                                          |                                        |                                                      | Hyung-won                                              | Hye-won                   |                                  |
| Il                                   | Tae-il                                |                                    |                                     | Hae-il                     |                                                 |                                          |                                        |                                                      |                                                        |                           |                                  |
| Eun                                  |                                       | Ha-eun                             |                                     |                            |                                                 |                                          |                                        |                                                      |                                                        |                           |                                  |
| Ja                                   |                                       |                                    |                                     |                            |                                                 |                                          |                                        |                                                      |                                                        | Hye-ja                    |                                  |
| Jae                                  |                                       |                                    | Han-jae                             |                            |                                                 |                                          |                                        |                                                      |                                                        |                           |                                  |
| Jung                                 |                                       |                                    |                                     |                            | Ho-jung                                         |                                          |                                        | Hyun-jung                                            |                                                        | Hye-jung                  | Hee-jung                         |
| Joo                                  |                                       |                                    |                                     | Hae-joo                    |                                                 | Hong-joo                                 | Hyo-joo                                | Hyun-joo                                             | Hyung-joo                                              |                           |                                  |
| Joon                                 | Tae-joon                              | Ha-joon                            |                                     |                            | Ho-jun                                          |                                          |                                        | Hyun-jun                                             | Hyung-joon                                             |                           | Hee-joon                         |
| Ji                                   |                                       |                                    |                                     |                            |                                                 |                                          |                                        |                                                      |                                                        |                           |                                  |
| Jin                                  |                                       |                                    |                                     | Hae-jin                    | Ho-jin                                          |                                          | Hyo-jin                                | Hyun-jin                                             |                                                        | Hye-jin                   |                                  |
| Chul                                 |                                       |                                    |                                     |                            |                                                 |                                          |                                        |                                                      |                                                        |                           | Hee-chul                         |
| Tae                                  |                                       |                                    |                                     |                            |                                                 |                                          |                                        | Hyun-tae                                             |                                                        |                           |                                  |
| Ha                                   |                                       |                                    |                                     |                            |                                                 |                                          |                                        |                                                      |                                                        |                           |                                  |
| Hyuk                                 |                                       |                                    |                                     |                            |                                                 |                                          |                                        |                                                      |                                                        |                           |                                  |
| Hyun                                 | Tae-hyun                              |                                    |                                     |                            |                                                 |                                          |                                        |                                                      |                                                        |                           |                                  |
| Hye                                  |                                       |                                    |                                     |                            |                                                 |                                          |                                        |                                                      |                                                        |                           |                                  |
| Ho                                   | Tae-ho                                |                                    |                                     |                            |                                                 |                                          |                                        |                                                      |                                                        |                           |                                  |
| Hwa                                  |                                       |                                    |                                     |                            |                                                 |                                          |                                        |                                                      |                                                        |                           |                                  |
| Hwan                                 |                                       |                                    |                                     |                            |                                                 |                                          |                                        |                                                      |                                                        |                           |                                  |
| Hoon                                 |                                       |                                    |                                     |                            |                                                 |                                          |                                        |                                                      |                                                        |                           |                                  |
| Hee                                  | Tae-hee                               |                                    |                                     |                            |                                                 |                                          |                                        | Hyun-hee                                             |                                                        |                           |                                  |

## Tên gốc Triều Tiên
Goyueo ireum là tên người Triều Tiên có nguồn gốc thuần túy từ từ vựng tiếng Triều Tiên, thay vì là tiếng Hán-Triều. Tên dạng này xuất hiện thỉnh thoảng trong suốt nhiều thế kỷ, nhưng trở nên phổ biến hơn ở Hàn Quốc trong cuối thế kỷ XX. Tuy không có hanja tương ứng, nhưng trong một số trường hợp, tên không có gốc Hán vẫn được viết dưới dạng hanja theo kiểu ghi âm chứ không dựa theo nghĩa (ví dụ, 曙羅, mà hanja nghĩa là "bình minh, rạng đông" và "lưới", cho tên Sora). Tuy thế, không phải tất cả các tên có thuần gốc Triều đều có thể mượn hanja để viết; thí dụ, với tên Ha-neul, không có hanja tương ứng cho âm "neul" (늘) trong danh sách hanja dùng để ghi tên chính thức của chính phủ Hàn Quốc.
| Chuyển tự thông dụng | Giới       | McCune– Reischauer | Romaja quốc ngữ | Hangul | Nghĩa        |
| -------------------- | ---------- | ------------------ | --------------- | ------ | ------------ |
| Nari                 | Nữ         | Nari               | Nari            | 나리   | Hoa loa kèn  |
| Duri                 | Trung tính | Turi               | Duri            | 두리   | Một cặp, đôi |
| Bora                 | Nữ         | Pora               | Bora            | 보라   | Tím          |
| Boram                | Nữ         | Poram              | Boram           | 보람   | Quý giá      |
| Bit-na               | Nữ         | Pinna              | Binna           | 빛나   | Sáng         |
| Sora                 | Nữ         | Sora               | Sora            | 소라   | Vỏ ốc        |
| Seul-ki              | Trung tính | Sŭlgi              | Seulgi          | 슬기   | Thông thái   |
| Areum                | Nữ         | Arŭm               | Areum           | 아름   | Đẹp          |
| Iseul                | Nữ         | Isŭl               | Iseul           | 이슬   | Sương        |
| Hana                 | Nữ         | Hana               | Hana            | 하나   | Một          |
| Ha-neul              | Trung tính | Hanŭl              | Haneul          | 하늘   | Trời         |

Đôi khi cũng có trường hợp tên được cấu tạo gồm một thành phần gốc Hán và một thành phần thuần túy gốc Triều:
| Chuyển tự thông dụng | Giới | McCune– Reischauer | Romaja quốc ngữ | Hangul | Yếu tố Hán-Triều   | Yếu tố gốc Triều thuần túy |
| -------------------- | ---- | ------------------ | --------------- | ------ | ------------------ | -------------------------- |
| Eun-byul             | Nữ   | Ŭnbyŏl             | Eun-byeol       | 은별   | 銀 (Ngân), 恩 (Ân) | sao (별)                   |
| Eun-bi               | Nữ   | Ŭnbi               | Eun-bi          | 은비   | 銀 (Ngân), 恩 (Ân) | mưa (비)                   |

## Tên dạng khác
Phần này liệt kê các tên chưa được kể ở trên. Bảng dưới đây được liệt kê theo thứ tự sắp xếp chữ cái của Hàn Quốc.
| Chuyển tự thông dụng | Giới       | McCune– Reischauer | Romaja quốc ngữ | Hangul |
| -------------------- | ---------- | ------------------ | --------------- | ------ |
| Ga-young             | Nữ         | Ka-yŏng            | Ga-yeong        | 가영   |
| Kyung-gu             | Nam        | Kyŏng'gu           | Gyeong-gu       | 경구   |
| Kyung-lim            | Trung tính | Kyŏngnim           | Gyeong-nim      | 경님   |
| Kyung-mo             | Nam        | Kyŏngmo            | Gyeong-mo       | 경모   |
| Kyung-wan            | Nam        | Kyŏng'wan          | Gyeong-wan      | 경완   |
| Kyung-taek           | Nam        | Kyŏngtaek          | Gyeong-taek     | 경택   |
| Go-eun               | Nữ         | Koŭn               | Go-eun          | 고은   |
| Kwang-jo             | Nam        | Kwangjo            | Gwang-jo        | 광조   |
| Na-young             | Nữ         | Nayŏng             | Na-yeong        | 나영   |
| Nam-sun              | Trung tính | Namsun             | Nam-sun         | 남순   |
| Deok-su              | Nam        | Tŏksu              | Deok-su         | 덕수   |
| Dong-gun             | Nam        | Tong'gŏn           | Dong-geon       | 동건   |
| Mu-yeol              | Nam        | Muyŏl              | Mu-yeol         | 무열   |
| Mu-young             | Nam        | Muyŏng             | Mu-yeong        | 무영   |
| Mi-ran               | Nữ         | Miran              | Mi-ran          | 미란   |
| Seong-han            | Nam        | Sŏnghan            | Seong-han       | 성한   |
| Sook-ja              | Nữ         | Sukja              | Suk-ja          | 숙자   |
| Seung-heon           | Nam        | Sŭng'hŏn           | Seung-heon      | 승헌   |
| Yeo-jin              | Nữ         | Yŏjin              | Yeo-jin         | 여진   |
| Young-ae             | Nữ         | Yŏng'ae            | Yeong-ae        | 영애   |
| Oh-seong             | Nam        | Osŏng              | O-seong         | 오성   |
| Yo-han               | Nam        | Yohan              | Yo-han          | 요한   |
| Yu-ri                | Nữ         | Yuri               | Yu-ri           | 유리   |
| Eun-chae             | Nữ         | Ŭnchae             | Eun-chae        | 은채   |
| Yi-kyung             | Nữ         | Yigyǒng            | Yi-gyeong       | 이경   |
| Ja-kyung             | Trung tính | Chagyŏng           | Ja-gyeong       | 자경   |
| Jang-mi              | Nữ         | Changmi            | Jangmi          | 장미   |
| Jae-gyu              | Trung tính | Chaegyu            | Jaegyu          | 재규   |
| Jae-seop             | Nam        | Chaesŏp            | Jaeseop         | 재섭   |
| Jae-shin             | Trung tính | Chaesin            | Jaesin          | 재신   |
| Ji-hae               | Trung tính | Chihae             | Ji-hae          | 지해   |
| Chul-soon            | Nam        | Ch'ŏlsun           | Cheol-sun       | 철순   |
| Chi-won              | Nam        | Ch'iwŏn            | Chi-won         | 치원   |
| Hye-rim              | Nữ         | Hyerim             | Hye-rim         | 혜림   |

## Tên một âm tiết
| Chuyển tự thông dụng | Giới       | McCune– Reischauer | Romaja quốc ngữ | Hangul | Hanja                                             |
| -------------------- | ---------- | ------------------ | --------------- | ------ | ------------------------------------------------- |
| Gun                  | Nam        | Kŏn                | Geon            | 건     | 建 (Kiến); 乾 (Can, Càn); 件 (Kiện); 健 (Kiện)    |
| Kwang                | Nam        | Kwang              | Gwang           | 광     | 光 (Quang); 廣 (Quảng)                            |
| Sang                 | Trung tính | Sang               | Sang            | 상     | 常 (Thường); 箱 (Tương); 裳 (Thường)              |
| Seong                | Trung tính | Sŏng               | Seong           | 성     | 星 (Tinh)                                         |
| Eun                  | Trung tính | Ŭn                 | Eun             | 은     | 垠 (Ngân)                                         |
| Jae                  | Trung tính | Chae               | Jae             | 재     | 再 (Tái); 載 (Tái, Tại, Tải)                      |
| Chul                 | Nam        | Ch'ŏl              | Cheol           | 철     | 鐵 (Thiết); 哲/喆 (Triết); 澈 (Triệt); 徹 (Triệt) |
| Hyuk                 | Nam        | Hyŏk               | Hyeok           | 혁     | 赫 (Hách), 奕 (Dịch)                              |
| Hyun                 | Trung tính | Hyŏn               | Hyeon           | 현     | 玄 (Huyền), 現 (Hiện), 賢 (Hiền)                  |
| Ho                   | Nam        | Ho                 | Ho              | 호     | 虎 (Hổ), 皓 (Hạo)                                 |
| Hoon                 | Nam        | Hun                | Hun             | 훈     | 訓 (Huấn), 勳 (Huân)                              |